# Sonata para piano n.º 15 (Mozart)
La Sonata para piano n.º 15 en fa mayor, K. 533/494 (finalizada el 3 de enero de 1788) de Wolfgang Amadeus Mozart es una sonata escrita en tres movimientos:
1. Allegro
2. Andante
3. Rondeau Allegretto

Fue escrita en dos partes, de ahí los dos números Koechel. La parte final Rondeau fue originalmente escrita como una pieza separada como K. 494. Unos pocos meses después Mozart escribió los primeros dos movimientos. Como su editor le solicitó, Mozart añadió a estos dos movimientos la KV 494, formando una sonata en tres movimientos. Hizo uso así de las notas más graves del piano no escuchadas en el resto de movimientos.

## Otros arreglos
Edvard Grieg arregló esta sonata para dos pianos, añadiendo acompañamiento para piano a cuatro manos en la segunda parte, mientras que la primera parte interpreta la versión original. Este intento de "dar a varias de las sonatas de Mozart un efecto tonal atractivo para nuestros oídos modernos" sirve para documentar el gusto del público noruego de Grieg a finales del siglo XIX. Una grabación que debe destacarse es la de Elisabeth Leonskaja al lado de Sviatoslav Richter.